# 중원산
중원산(中元山)은 대한민국 경기도 양평군에 있는 산이다.
정상에 서면 동쪽으로 도일봉, 서쪽으로 용문산이 가깝게 보인다.

## 같이 보기
- 한국의 산